# Laurent Vicomte
 (novembre 2018).
Laurent Vicomte, né le 25 mars 1956 à Sainte-Adresse (Seine-Maritime) et mort le 9 août 2020 à Paimpol (Côtes-d'Armor), est un auteur de bande dessinée français. 
Malgré le petit nombre d'albums publiés (cinq albums en trente ans), la qualité de ceux-ci lui a valu de nombreux prix et distinctions.

## Biographie
C'est en 1975 que paraissent ses premières œuvres dans le quotidien La Presse de la Manche, qui lui confie la réalisation de quelques publicités, puis la même année, dans la rubrique Carte blanche du Journal de Spirou.
En 1977, Laurent Vicomte se rend à Paris. Il y rencontre Jean-Pierre Gourmelen qui écrit pour lui les strips de Gus et Ainsifutil, puis Jean-Michel Charlier, alors rédacteur en chef du Journal de Tintin, où Vicomte crée sa première série, Edouard et Lucie. Viennent ensuite, toujours dans un style léger et semi humoristique le personnage de Clopin pour le journal Pistil, et des illustrations de plus en plus nombreuses pour des revues scoutes. 
En 1981, il rencontre Pierre Makyo, lui aussi débutant. Ils imaginent ensemble la Balade au bout du monde, une série en quatre épisodes prépubliée dans les journaux Gomme ! puis Circus. Dès le premier volume paru aux éditions Glénat, le succès est au rendez-vous : gagné au réalisme, le dessin de Vicomte séduit, jusqu'à Jacques Chirac, encore maire de Paris, qui en 1982, remet en personne à Vicomte et Makyo le Grand Prix de sa ville.
La Balade au bout du monde devient l'un des best-sellers de la bande dessinée des années 1980 : quatre albums entre 1981 et 1988, plus d'un million d'exemplaires vendus et, pour Laurent Vicomte, une reconnaissance d'auteur.
Parallèlement, Vicomte créé avec Jean Léturgie les Éditions Dessis, qui publient en 1985 une reprise d'histoires courtes de Clopin, puis un recueil de croquis préparatoires d'André Franquin pour le dessin animé Les Tifous.
En 1989, malgré la pression de ses lecteurs et de son éditeur, Laurent Vicomte refuse de donner une suite à la Balade au bout du monde. Il passe la main à Éric Hérenguel et quitte Paris pour s'installer à Perros-Guirec. Il y retrouve son ami Régis Loisel et rencontre Jean-Charles Kraehn. Ensemble, ils créent L'Atelier du Granit, qui voit naître le premier tome de Peter Pan et celui de Bout d'homme, et fondent le Festival de bande dessinée de Perros-Guirec. 
Il travaille alors seul et presque exclusivement à Sasmira, un personnage et une histoire dont il rêve depuis la dernière ligne droite de la Balade au bout du monde. Après plusieurs années d'attente et de silence, le premier tome de Sasmira, L'Appel, paraît en septembre 1997. Il est salué par le public comme l'album le plus abouti de son auteur et couronné de récompenses dans de nombreux festivals[réf. nécessaire]. 
En 2005 paraît aux éditions Daniel Maghen Virages, un ouvrage bibliographique consacré au travail de Laurent Vicomte, rassemblant plusieurs pages de croquis inédits et quelques planches du second tome, et à propos duquel Laurent Vicomte déclare Ce livre est un trait d’union avant la sortie du tome 2 de « Sasmira », relançant ainsi les spéculations sur la sortie du tome 2.
Le tome 2 de Sasmira, La Fausse note, est annoncé à plusieurs reprises par l'auteur et/ou l'éditeur (en 2000, 2004 et 2009)[source insuffisante]. L'album parait finalement le 30 novembre 2011, après 15 années d'attente. Il est co-dessiné avec Claude Pelet,.
Un documentaire intitulé Entretemps relate l'histoire de cet album et explore le rapport conflictuel à la création de Vicomte, qui a été filmé durant huit ans. Ce film a été présenté en avant-première au 39e Festival International de la Bande dessinée et de l'Image d'Angoulême en janvier 2012.
Laurent Vicomte meurt le 9 août 2020 à Paimpol à l'âge de 64 ans,.

## Publications

### Bande dessinée

#### Albums
- Balade au bout du monde - Premier cycle (scénario de Pierre Makyo) - Glénat

1. La Prison (1982)
2. Le Grand Pays (1984)
3. Le Bâtard (1985)
4. La Pierre de folie (1989)

- Sasmira

1. L'Appel (1997), Les Humanoïdes associés
2. La Fausse Note (2011), avec Claude Pelet (dessin) et Patricia Faucon (couleurs), Glénat
3. Rien (2016), avec Anaïs Bernabé, Glénat
4. La Petite Boîte rouge (2018), avec Anaïs Bernabé, Glénat

- La Sizaine des fauves

1. Le Signe du chat (1985), Les Presses d'Ile de France
2. La Ville endormie (1990), Les Presses d'Ile de France

- Divers
  - Clopin (1985), Dessis
  - Madagascar, ma terre oubliée (2001), avec Yvon Le Corre et Frank Giroud, Glénat

#### Tirages de tête / Tirages spéciaux
- Balade au bout du monde - Premier cycle (scénario de Pierre Makyo) - Glénat
  - Le Grand Pays (1984), 1 500 exemplaires numérotés et signés, Glénat
  - Le Bâtard (1985), 1 500 exemplaires numérotés et signés, avec une sérigraphie couleur, Glénat
  - Carnet de croquis (1988), 750 exemplaires numérotés et signés, portfolio de 12 planches, Schlirf book
  - La Pierre de folie (1989), 1 000 exemplaires numérotés et signés, avec une sérigraphie couleur, Glénat
- Sasmira
  - L'Appel (1997), 500 exemplaires numérotés et signés, avec une sérigraphie couleur, Les Humanoïdes associés
  - Oproep uit het verleden (1998), 75 exemplaires numérotés et signés, Arboris. Tirage de tête de l'édition néerlandaise de L'Appel.
  - L'Appel et La Fausse Note (2012), 1 500 exemplaires non numérotés, sous coffret, avec un carnet d'esquisses, un tiré à part et le DVD du film Laurent Vicomte, Entretemps, Glénat
  - Entretemps (2013), 16 exemplaires numérotés et signés. Carnet de croquis accompagnant le tirage de tête du DVD du film Entretemps.

### Participations à des ouvrages collectifs
- Femmes (1985), Éd. Ludovic Trihan, 500 exemplaires numérotés et signés
- La Bande à Renaud (1986), Delcourt
- Les Magiciens d'eau (1987), Éd. Bandes Originales
- Eau de là (1999), Sapristi éditions
- L'Or des fous, coffret comprenant un album CD (Universal) de Bernard Lavilliers couplé à un album BD[11] (2000), Soleil
- Les Chansons de Gainsbourg III (2006), avec Anne Gaël Vautrin, Soleil

### Recueils de ses œuvres et monographies
- Laurent Vicomte - Catalogue d'exposition (1996), Conseil général de la Manche
- Virages (2005), Éd. Daniel Maghen

#### Tirages de tête
- Virages (2005), 400 exemplaires numérotés et signés avec 10 tirés à part, dont un signé, Éd. Daniel Maghen

## Filmographie / Documentaire
- Entretemps (2012), d'Avril Tembouret (64 min)

Avec Laurent Vicomte, Claude Pelet, Bernard Hislaire, Pierre Makyo, Jean-Charles Kraehn, Jean Léturgie, Yvon Le Corre . 
Ce film documentaire, tourné durant huit ans (2004-2012), suit la réalisation du deuxième tome de Sasmira. Il dresse un portrait au long cours de Laurent Vicomte, et questionne les affres de l'exigence et son corollaire, la paralysie créative.

## Distinctions
Balade au Bout du Monde
- Grand prix de la Ville de Paris, 1983[9]
- Prix du meilleur premier album, Festival de Hyères, 1983
- Grand prix, Festival d'Aix en Provence, 1983
- Grand prix TF1 de la bande dessinée, Angoulème, 1985[9]
- Grand prix de la Ville de Sierre, 1989

Sasmira
- Grand prix, Festival Bulles en Fureur, Rennes, 1998
- Prix du Jury Scolaire, Festival de Landerneau, 1998
- Prix des libraires, Festival de Charleroi, 1998
- Grand prix, Festival de Perros-Guirec, 1998
- Grand prix, Festival de Lys-les-Lannois, 1998
- Prix œcuménique, Festival International de la Bande Dessinée d'Angoulême, 1998